# Культпросвет (альбом)
«Культпросвет» (біл. Культпрасьвет) — десятий студійний альбом гурту «Ляпис Трубецкой».

## Вихід у світ
У продажу з'явився 1 вересня 2009 року, але це уже другий альбом гурту, який вони напередодні випуску, а саме 24 серпня виклали у соціальних мережах «Facebook» та «Круги» з якістю 192 та 320 кілобайт на секунду.
Сергій Міхалок, лідер гурту, заявив з цього приводу видавницьву «Хартия'97»:
|  | Якщо у якогось меломана проблеми із грошима, то він може завантажити «Культпросвет» безкоштовно чи заплатити 10 рублів - за це ми теж будемо вдячні. А якийсь олігарх може кинути на наш рахунок тисячу доларів — якщо перед цим міцно вип'є. Оригінальний текст (рос.) [ «Если у какого-то меломана проблема с деньгами, то он может скачать «Культпросвет» бесплатно или заплатить 10 рублей - за это мы тоже будем благодарны. А какой-нибудь олигарх может кинуть на наш счет тысячу долларов — если перед этим крепко выпьет.»] Помилка: [undefined] Помилка: {{Lang}}: немає тексту (допомога): текст вже має курсивний шрифт (допомога) |

## Музиканти
- Сергій Міхалок — вокал, ритм-гітара, перкусія.
- Павло Булатніков — вокал, перкусія.
- Руслан Владико — гітара, акордеон, клавішні.
- Денис Стурченко — бас-гітара.
- Павло Кузюкович  — труба, бек-вокал.
- Іван Галушко — тромбон, бек-вокал.
- Олександр Сторожук — ударні.

## Список композицій
1. «Буревестник»
2. «Анархо-турист»
3. «Бесы»
4. «Мистер Лох»
5. «Болт»
6. «Красный факел»
7. «Пульс эпохи»
8. «Зомби-роботы»
9. «Ружовыя акуляры»
10. «Нигилист»
11. «Свежий ветер»
12. «Светлячки»

Бонус: «Буревестник» (кліп)

## Кліпи
Гурт відзняв кліпи на наступні пісні з даного альбому:
- «Буревестник» (2009)
- «Светлячки» (2009)
- «Болт»(2010) — версія пісні разом з Noize MC